# Piula d'esperons d'Abissínia
La piula d'esperons d'Abissínia (Macronyx flavicollis) és un ocell de la família dels motacíl·lids (Motacillidae).

## Hàbitat i distribució
Habita praderies a les terres altes a l'oest i centre de Etiòpia.